# There Is No Enemy
There Is No Enemy è il settimo album in studio del gruppo indie rock statunitense Built to Spill, pubblicato nel 2009.

## Tracce
1. Aisle 13 – 3:17
2. Hindsight – 3:38
3. Nowhere Lullaby – 3:59
4. Good Ol' Boredom – 6:31
5. Life's a Dream – 4:53
6. Oh Yeah – 5:21
7. Pat – 2:40
8. Done – 6:53
9. Planting Seeds – 4:26
10. Things Fall Apart – 6:15
11. Tomorrow – 7:40

## Formazione
- Doug Martsch - chitarra, voce
- Brett Nelson - chitarra, basso
- Scott Plouf - batteria
- Jim Roth - chitarra